# Tanith Lee
Tanith Lee (Londra, 19 settembre 1947 – East Sussex, 24 maggio 2015) è stata una scrittrice inglese di narrativa fantasy, fantascientifica e dell'orrore.

## Biografia
Figlia dei ballerini Bernard e Hylda Lee, Tanith Lee trascorse la sua infanzia in varie città del Regno Unito, trasferendosi in base agli ingaggi dei genitori; durante la scuola dell'obbligo fu spesso vittima di bullismo e faticò ad alfabetizzarsi perché affetta da una leggera forma di dislessia, ma superò l'ostacolo grazie al supporto del padre nello studio. Pur non essendo abbienti i coniugi Lee misero a disposizione della figlia una notevole biblioteca di brossure, comprendente fra le altre opere di William Shakespeare, Bram Stoker, Saki e Theodore Sturgeon; Lee in tal modo si appassionò precocemente alla letteratura fantastica, alla storia e allo studio delle religioni.
Dopo essersi diplomata alla Prendergast Grammar School for Girls nel 1966, Lee frequentò per un anno il Croydon Art College, ma decise ben presto di abbandonare gli studi e lavorare come archivista, assistente bibliotecaria, commessa e cameriera; già nel 1968, però, la giovane scrittrice riuscì a vendere il brevissimo racconto "Eustache" alla casa editrice Pan Books, che lo pubblicò nell'antologia The Ninth Pan Book of Horror Stories, e fece stampare a proprie spese un volumetto contenente il racconto The Betrothed. 
Nei primi anni Settanta Lee riuscì finalmente a pubblicare presso l'editore Macmillan il romanzo fantasy per bambini The Dragon Hoard (1971), il racconto illustrato dal titolo Animal Castle (1972) e la raccolta di fiabe Princess Hynchatti and Some Other Surprises (1972), componendo nel frattempo un romanzo per adulti di genere planetary romance intitolato Nata dal vulcano (The Birthgrave); quest'opera venne inizialmente rifiutata da tutti i maggiori editori britannici e fu finalmente opzionata nel 1975 da DAW Books, la prima compagnia statunitense a pubblicare esclusivamente narrativa speculativa. Grazie al suo contratto con DAW, Lee poté diventare una romanziera professionista e nei successivi vent'anni produsse un abbondante corpus destinato sia all'infanzia sia al pubblico maturo, spaziando per tutte le forme della prosa di genere; nel 1987, inoltre, si legò sentimentalmente allo scrittore e artista John Kaiine e lo sposò nel 1992. Nel corso di questo quindicennio l'autrice si conquistò un certo numero di premi letterari. 
Nei primi anni Duemila Lee conobbe un periodo di difficoltà economica: le principali case editrici sia nordamericane sia britanniche rifiutarono sistematicamente la sua produzione, considerata troppo eccentrica rispetto alle aspettative del mercato; Lee tuttavia continuò a comporre nuove opere e riuscì lentamente a trovare un nuovo bacino di pubblico attraverso gli editori indipendenti, come Egerton House Publishing e Immanion Press. È degno di nota che nel 2008 fu fra gli ospiti d'onore di Eastercon 59 - Orbital 2008, la convention organizzata dalla British National Science Fiction Society a Londra.
La scrittrice è deceduta nella sua casa nell'East Sussex il 24 maggio 2015 all'età di sessantasette anni, dopo una lunga malattia.

## Carriera letteraria
Tanith Lee ha scritto circa una novantina di romanzi, più di trecento racconti e diverse poesie, tutti contraddistinti da uno stile molto personale ricco di suggestioni coloristiche; potente creatrice di personaggi, l'autrice riesce a dar vita a figure molto complesse e articolate sul piano psicologico, che si evolvono e si trasformano fino a raggiungere una piena comprensione del proprio sé. 
Le opere giovanili di Lee denotano un profondo interesse per i temi e gli intrecci di Bildungsroman, per il motivo fantastico della metamorfosi e per i chiaroscuri morali e psicologici: fra i suoi romanzi destinati all'infanzia ed editi da Macmillan, The Dragon Hoard (1971) segue le vicissitudini di un uomo condannato per magia a trasformarsi involontariamente in corvo, Companions on the Road (1975) ha per protagonisti tre banditi perseguitati da una maledizione che cercano disperatamente una possibilità di redenzione, e Il cerchio del tempo (The Winter Players, 1976) mette in scena il viaggio di una giovane sacerdotessa per recuperare delle reliquie rubate e purificare il ladro dai suoi peccati; similmente East of Midnight (1977) è un fantasy a portale il cui eroe deve adattarsi a una società fatata matriarcale, e infine, Shon the Taken (1979) segue le avventure di un emarginato sociale in conflitto sia con la società umana sia con quella degli spiriti. Analogamente, la sua prima opera per adulti edita da DAW Books, il romanzo picaresco Nata dal vulcano (The Birthgrave, 1975), ha per protagonista una fattucchiera amnesiaca che non ricorda nemmeno il proprio nome (da qui l'epiteto di White Witch, "Strega Bianca") e pertanto viaggia per il proprio pianeta in cerca dell'identità che ha perduto, oscillando di episodio in episodio fra gli estremi sociali della solitudine e della fama, della proattività e della passività; la vicenda della Strega Bianca trova poi un corrispettivo speculare in quella di Tuvek-Vazkor, protagonista di Vazkor, figlio di Vazkor (Vazkor, Son of Vazkor, 1977) e La Strega Bianca (Quest for the White Witch, 1978), un ambizioso guerriero la cui esistenza e identità è stata condizionata sin dalla nascita dalle azioni della Strega Bianca. I medesimi temi ed estetiche di Nata dal Vulcano ricorrono anche nel romanzo coevo Il Signore delle tempeste (The Storm Lord, 1976), in cui il protagonista Raldnor deve venire a patti con la propria ascendenza meticcia e con le facoltà sovrumane che lo rendono in potenza un semidio, e anche in questo caso le decisioni di Raldnor si ripercuotono, in Anackire (1983) e The White Serpent (1988), su una generazione più giovane – stavolta entro un intreccio di intrighi di corte e macchinazioni geopolitiche. Maggiormente focalizzati su tematiche sentimentali sono invece i romanzi autoconclusivi Volkhavaar (Volkhavaar, 1977), imperniato sullo scontro fra uno stregone e una maga bianca in un contesto high fantasy, e Sung in Shadow (1983), una rivisitazione fantastica della leggenda di Romeo e Giulietta. 
Parallelamente a queste opere dalla trama orizzontale lineare e marcata, Lee volle sviluppare anche una formula di fantasy per adulti sospesa fra il fiabesco e il macabro con il romanzo episodico Il padrone della notte (Night's Master, 1978), primo episodio dei Racconti della Terra Piatta (Tales of the Flat Earth, 1978-1987): una serie ispirata alle Mille e una notte, al ciclo di Zothique di Clark Ashton Smith e alla saga della Terra morente di Jack Vance, in cui gli dèi e semidei di un pantheon immaginario, di matrice araba e mesopotamica, interagiscono con gli esseri umani in una versione fittizia della Terra preistorica; protagonista centrale di questa serie è il demonio Azhrarn, una figura accostabile ai precedenti eroi ed eroine dell'autrice in quanto moralmente ambigua e socialmente liminale, ma caratterizzata inoltre da un inedito orientamento bisessuale e da aspetti di titanismo; un'ispirazione vanciana si rintraccia anche nel coevo ciclo sword & sorcery dell'eroe errante Cyrion (1979-1982), le cui avventure presentano un marcato elemento giallo. Il successivo sviluppo di questo filone fu l'allestimento di raccolte di racconti auto-conclusivi, atti a reinterpretare materiale mitico e fiabesco della tradizione orale (metodologia che accomuna Lee alla conterranea Angela Carter): Red As Blood or Tales from the Sisters Grimmer (1983) rilegge in chiave orrorifica alcune fiabe europee raccolte da Charles Perrault e dai fratelli Grimm; Tamastara or The Indian Nights (1984) attinge alla cultura indiana e la rielabora in varie modalità narrative, dal mistero al fantascientifico; The Gorgon and Other Beastly Tales (1985) antologizza racconti imperniati su animali fantastici e creature mitologiche, andando a formare un bestiario. È riconducibile a questa corrente anche il romanzo Lycanthia, or The Children of Wolves (1981), in cui Lee ripensa le leggende sui lupi mannari presentando la licantropia non tanto come una maledizione, quanto come un ritorno dell'essere umano a un salutare stato di natura. 
Accanto a questa vastissima produzione fantasy, Lee pubblicò per DAW Books anche diversi cicli brevi e romanzi auto-conclusivi di fantascienza sociologica: la dilogia delle Cupole (Four-BEE, 1976-1977) è un romanzo di formazione distopico in cui un gruppo di adolescenti reagisce all'edonismo imperante nella propria società adottando atteggiamenti nichilisti, e si contraddistingue stilisticamente per la creazione da parte di Lee di uno slang artificiale parlato dai suoi personaggi; Foresta elettrica (Electric Forest, 1979) delinea il rapporto morboso fra una donna socialmente emarginata e lo scienziato che la tramuta in una cyborg super-umana; la dilogia di Sabella (1980) trapianta i vampiri e gli zombi della tradizione gotica sulle colonie umane di Marte; Il pianeta dell'eterna notte (Day by Night, 1980) si svolge su un pianeta che non ruota sul proprio asse e ha quindi una faccia perpetuamente illuminata e una oscura, e descrive in parallelo le società speculari e antitetiche che abitano i due emisferi; Storia di un amore d'argento (The Silver Metal Lover, 1981) narra la storia d'amore proibita fra una giovinetta e il suo servitore androide; Prigionieri del crepuscolo (Days of Grass, 1985) si svolge sulla Terra dopo una vittoriosa invasione aliena che ha annientato le civiltà umane.
Attorno ai tardi anni Ottanta e i primi anni Novanta Lee si distaccò dalla fantascienza vera e propria e dal fantasy avventuroso ambientato in mondi immaginari e si riorientò su toni più schiettamente macabri e su ambientazioni contemporanee o comunque basate su specifici contesti storici, il che la portò a chiudere il suo lungo contratto con DAW Books e a pubblicare con editori maggiormente specializzati su questi nuovi generi: la sua ultima opera per DAW fu quindi il romanzo A Heroine of the World (1989), la cui ambientazione già ibrida la società vittoriana con il paganesimo classico. Questa nuova fase dell'opera di Lee si aprì a tutti gli effetti con il dittico The Secret Books of Paradys (1988), edito da Unwin Paperbacks e poi espanso in tetralogia per i tipi di Overlook Press (1991-1993), che narra le vicende intrecciate di più abitanti della città incantata di Paradys, una Parigi di un mondo parallelo situata al crocevia fra più dimensioni; la trilogia della Blood Opera (1992-1994), edita congiuntamente da Macdonald e Little, Brown, è invece un thriller soprannaturale collocato nel Regno Unito di fine secolo, in cui la dinastica vampirica degli Scarabae si interfaccia in modo distruttivo con ignari esseri umani; la trilogia di Tanquil (1991-1997), edita congiuntamente da Macmillan e Tor, segna il ritorno di Lee al fantasy per adolescenti e ha come eroina una giovane maga la cui specialità (disprezzata dalla sua società) è riparare ciò che si è danneggiato. A queste tre saghe si affiancarono numerosi romanzi autonomi tutti pubblicati dall'editore Headline, che si distinsero per la varietà di toni e temi: Heart-Beast (1992) è una vicenda di matrice gotica imperniata ancora una volta sul motivo della licantropia; Elephantasm (1993) riprende i temi orientalisti della raccolta Tamastara e mette in scena la maledizione inflitta dalle divinità indù a una famiglia di colonizzatori britannici; Eva Fairdeath (1994) è in realtà un testo giovanile rimasto a lungo inedito e presenta non a caso temi picareschi simili a quelli di Nata dal vulcano, traslati in un'ambientazione post-apocalittica; Reigning Cats and Dogs (1995) è un esempio seminale di steampunk e When the Lights Go Out (1996) afferisce al genere nascente del fantasy mitico. Nello stesso periodo l'autrice realizzò anche un trittico di romanzi entro il filone del fantasy macabro, di fatto in continuità con la propria poetica degli anni Ottanta, entro il quale The Blood of Roses (Legend, 1990) presenta un taglio corale e mitopoietico, Vivia (Little, Brown UK, 1995) adotta toni più gotici e intimistici, e White as Snow (Tor, 2000) è una rivisitazione della fiaba di Biancaneve dalle atmosfere neopagane. Risale a questo fertile periodo pure l'unico romanzo storico di Lee, The Gods Are Thirsty (The Overlook Press, 1996), che ripercorre i fatti della Rivoluzione francese dalla prospettiva del giornalista Camille Desmoulins.  
Per quanto riguarda le selezioni di racconti, nei tardi anni Ottanta Lee allestì una crestomazia di narrativa breve nel volume Dreams of Dark and Light: The Great Short Fiction of Tanith Lee (1986), pubblicato dalla prestigiosa Arkham House, e predispose per la casa editrice femminista The Women's Press una selezione di racconti sugli archetipi femminili nella narrativa fantastica, Women as Demons (1989); successivamente pubblicò le raccolte tematiche Forests of the Night (Unwin Hyman, 1989), costruita attorno a un motivo boschivo, e Nightshades: Thirteen Journeys Into Shadow (Headline, 1993), una selezione di testi macabri. 
Nei primi anni del Ventunesimo secolo, Lee dovette affrontare, come già accennato in precedenza, una chiusura dei principali editori davanti al suo eclettismo stilistico; da un lato l'autrice riuscì a pubblicare ben tre diverse serie di romanzi per adolescenti, la tetralogia epistolare dei Claidi Journals (Hodder Children's Books, 1998-2002), la trilogia high fantasy del Lionwolf (Tor UK, 2004-2007) e la trilogia ucronica a tema piratesco Piratica (Hodder Children's Books, 2004-2007), ma dall'altro solo una piccola parte della sua produzione per adulti venne opzionata: il romanzo fantasy Mortal Suns (The Overlook Press, 2003), ambientato in una versione immaginaria dell'antica Grecia, un sequel di Storia di un amore d'argento intitolato Metallic Love (Bantam Spectra, 2005), e la tetralogia The Secret Books of Venus (The Overlook Press, 1998-2003), che prosegue concettualmente il ciclo di Paradys narrando una vicenda corale ambientata a Venus, una Venezia alternativa in cui l'alchimia e la filosofia naturale sostituiscono le scienze empiriche. Lee decise dunque di rivolgersi alle case editrici indipendenti e riuscì a stipulare un contratto con Egerton House Publishing, per la quale pubblicò nel 2004 tre diverse opere sospese fra il thriller e la letteratura erotica di matrice LGBT: il giallo realistico Death of the Day fu firmato da Lee con il proprio nome anagrafico, mentre la raccolta di romanzi brevi Fatal Women fu firmata con l'eteronimo di Esther Garber (un'immaginaria romanziera ebrea di cui Lee, nella finzione narrativa, è la stenografa), e 34 rappresenta un'autobiografia della stessa Esther Garber. Già verso il 2007, però, Egerton fallì e per alcuni anni Lee riuscì a pubblicare solamente il romanzo di fantascienza per ragazzi Indigara, or, Jet and Otis Conquer the World (Penguin Books, 2007) e alcune raccolte di racconti, fra le quali Disturbed by Her Songs (Lethe Press, 2010) è firmata congiuntamente da Esther Garber e Judas Garbah, il fratellastro di Esther già apparso come personaggio in 34. Risale a questi anni anche un progetto di ristampare le maggiori saghe fantasy di Lee per l'editore TaLeKa, che però fu sospeso dopo solo sei uscite sulle sedici previste.
Negli anni Duemila e dieci Lee riuscì finalmente a ritrovare una certa stabilità economica, allorché la sua collega Storm Constantine, autrice della saga Wraeththu, accettò di ristampare la produzione horror di Lee attraverso la sua casa editrice indipendente, Immanion Press; tali riedizioni furono presto affiancate da nuove opere, quali l'eptalogia di romanzi erotici Colouring Books (2006-2014), il ciclo di racconti di fantasmi Ghosteria (2014), la raccolta di racconti a tema marittimo Legenda Maris (2015) e il volume A Different City (2015), che proseguì il filone di Paradys e Venus con un terzo ciclo fantastico ambientato a Marcheval, una controparte incantata di Marsiglia. Nel medesimo periodo la casa editrice Victor Gollancz Ltd. rilevò i diritti di quasi tutto il catalogo di Lee per riproporlo in formato e-book sul mercato britannico, e analogamente DAW Books e Bantam Spectra iniziarono a ristampare in Nord America tutta la produzione dell'autrice risalente agli anni Settanta e Ottanta, in formato sia digitale sia cartaceo. Come parte di questo nuovo contratto, Lee organizzò per DAW Books una seconda raccolta di fiabe reinterpretate intitolata Redder Than Blood, seguito ideale di Red As Blood, che fu pubblicata postuma nel 2017.
Dopo la scomparsa di Lee Immanion Press ha continuato a ristampare il suo catalogo pregresso e a raccogliere in antologie la sua produzione breve rimasta dispersa; nel corso di questa operazione il vedovo dell'autrice, John Kaiine, ha autorizzato la pubblicazione di At the Court of the Crow, un romanzo steampunk avviato da Lee circa negli anni Duemila ma rimasto incompiuto.

## Riconoscimenti
Si elencano solo le vittorie e non anche le candidature. Si noti che il Premio August Derleth per il miglior romanzo fantasy è una categoria del Premio British Fantasy.
- 1980 Premio August Derleth per il miglior romanzo fantasy a Il padrone della morte (Death's Master).
- 1983 Premio World Fantasy per il miglior racconto a "La gorgone" ("The Gorgon").
- 1984 Premio World Fantasy per il miglior racconto a "Elle est trois, (la mort)" ("Elle Est Trois, (La Mort)").
- 1986 Premio Gilgamesh per il miglior romanzo fantasy alla traduzione spagnola di Volkhavaar (Volkhavaar).
- 1987 Premio Gilgamesh per il miglior romanzo fantasy alla traduzione spagnola de Il padrone della notte (Night's Master).
- 2009 Premio World Horror Convention Grand Master alla carriera conferito dalla World Horror Society.
- 2013 Premio World Fantasy alla carriera conferito dalla World Fantasy Convention di Brighton, insieme a Susan Cooper[4].
- 2014 Premio Bram Stoker alla carriera conferito dalla Horror Writers Association.

## Opere
Per ogni testo si indica la prima edizione nell'originale inglese e la prima traduzione in lingua italiana. Le serie di romanzi interconnessi sono elencate cronologicamente, in base alla data di pubblicazione del primo episodio di ogni ciclo.

### La strega bianca(The Birthgrave)
1. Nata dal vulcano (The Birthgrave), DAW Collectors 154, DAW Books, 1975. Trad. Roberta Rambelli, Slan. Il meglio della fantascienza 36, Libra Editrice, 1978.
2. Vazkor, figlio di Vazkor (Vazkor, Son of Vazkor o Shadowfire), DAW Collectors 272, DAW Books, 1977. Trad. Roberta Rambelli, nell'omnibus Vazkor, figlio di Vazkor, Slan. Il meglio della fantascienza 43, Libra Editrice, 1978.
3. La strega bianca (Quest for the White Witch o Hunting the White Witch), DAW Collectors 276, DAW Books, 1978. Trad. Roberta Rambelli, nell'omnibus Vazkor, figlio di Vazkor, Slan. Il meglio della fantascienza 43, Libra Editrice, 1978.

Risulta che attorno al 2009 Lee avesse progettato, ma mai composto, un romanzo di raccordo che avrebbe collegato la trilogia della Strega Bianca con quella delle Guerre di Vis.

### Companions on the Road
Due romanzi brevi autoconclusivi ma tematicamente affini.
1. Companions on the Road, MacMillan UK, 1975.
2. Il cerchio del tempo (The Winter Players), MacMillan UK, 1976. Trad. Ilva Tron, Gaia Junior 15, Arnoldo Mondadori Editore, 1990.

Il dittico è stato riunito nell'omnibus Companions on the Road and The Winter Players (St. Martin's Press, 1977). 

### Guerre di Vis(Wars of Vis)
1. Il Signore delle tempeste (The Storm Lord), DAW Collectors 193, DAW Books, 1976. Trad. Roberta Rambelli, Slan. Il meglio della fantascienza 34, Libra Editrice, 1977.
2. Anackire, DAW Collectors 548, DAW Books, 1983.
3. The White Serpent, DAW Collectors 740, DAW Books, 1988.

I primi due volumi della trilogia sono stati riuniti nell'omnibus The Wars of Vis (Science Fiction Book Club, Doubleday, 1984). 
Risulta che attorno al 2009 Lee avesse progettato, ma mai composto, un romanzo di raccordo che avrebbe collegato la trilogia delle Guerre di Vis con quella della Strega Bianca. 

### Le Cupole(Four-BEE)
1. Non mordere il sole (Don't Bite the Sun), DAW Collectors 184, DAW Books, 1976. Trad. Roberta Rambelli, Saturno. Collana di fantascienza 4, Libra Editrice, 1978
2. Vino di zaffiro (Drinking Sapphire Wine), DAW Collectors 226, DAW Books, 1977. Trad. Roberta Rambelli, Saturno. Collana di fantascienza 8, Libra Editrice, 1978

La dilogia è stata riunita in un omnibus intitolato inizialmente Drinking Sapphire Wine (Hamlyn, 1979) e successivamente Biting the Sun (Bantam Spectra, 1999).

### I cavalieri di Krennok(Knights of Krennok)
Due racconti collocati nella medesima ambientazione, riuniti per la prima volta nella raccolta postuma The Empress of Dreams, DMR Books, 2021.
1. "La demonessa" ("The Demoness"), nell'antologia Nelle mani degli dei (The Year's Best Fantasy Stories: 2), a cura di Lin Carter, DAW Collectors 205, DAW Books, 1976. Trad. Roberta Rambelli ne [Il sole di Thule], Nova SF* a. XII n. 38, Libra Editrice, Aprile/Ottobre 1978.
2. "The Sombrus Tower", nell'antologia Weird Tales 2, a cura di Lin Carter, Zebra Books, 1980.

### Racconti della Terra Piatta(Tales of the Flat Earth)

#### Serie principale
1. Il padrone della notte (Night's Master), DAW Collectors 313, DAW Books, 1978. Trad. Roberta Rambelli, nell'omnibus Il signore della notte, Slan. Il Meglio della Fantascienza 48, Libra Editrice, 1979.
2. Il padrone della morte (Death's Master), DAW Collectors 324, DAW Books, 1979. Trad. Roberta Rambelli, nell'omnibus Il signore della notte, Slan. Il Meglio della Fantascienza 48, Libra Editrice, 1979.
3. Maestro d'illusioni (Delusion's Master), DAW Collectors 448, DAW Books, 1981. Trad. Lucio Mori, nel volume doppio Maestro d'illusioni / Uccidere i morti, Solaris Fantascienza 5, Garden Editoriale, febbraio 1987.
4. Delirium's Mistress, DAW Collectors 674, DAW Books, 1986.
5. Night's Sorceries, DAW Collectors 706, DAW Books, 1987. Raccolta di tre romanzi brevi e quattro racconti lunghi inediti:
  - "Night's Daughter, Day's Desire"
  - Children of the Night
  - "The Prodigal"
  - Dooniveh, the Moon
  - "Black as a Rose"
  - "Game Players"
  - The Daughter of the Magician

Risulta che attorno al 2009 Lee intendesse concludere definitivamente la serie un sesto e ultimo volume intitolato Earth's Master, che come Night's Sorceries avrebbe raccolto testi brevi inediti.
La pentalogia è stata riunita nei due omnibus Tales from the Flat Earth: The Lords of Darkness (Science Fiction Book Club, Doubleday, 1987; volumi 1-2-3) e Tales from the Flat Earth: Night's Daughter (Science Fiction Book Club, Doubleday, 1987; volumi 4-5).
I tre romanzi tradotti in italiano sono stati combinati per la prima volta nell'antologia miscellanea Storie di diavoli (traduzione e curatela di Gianni Pilo, Grandi Tascabili Economici: I Mammut 56, Newton & Compton, 1997); sono stati poi riproposti in un omnibus tematico intitolato Sovrani delle Tenebre (trad. Roberta Rambelli e Claudia Salvatori, Oscar Draghi, Arnoldo Mondadori Editore, 2021).

#### Racconti minori
Si svolgono nell'universo della Terra Piatta anche sei racconti autoconclusivi di cui Lee aveva progettato ma non poté curare personalmente una raccolta in volume, effettivamente pubblicata postuma (ma priva di "Our Lady of Scarlet") col titolo di The Earth is Flat: Tales from the Flat Earth and Elsewhere, DMR Books, 2023:
- "I Bring You Forever", Realms of Fantasy giugno 1998.
- "The Man Who Stole the Moon", Realms of Fantasy aprile 2001.
- "The Origin of Snow", distribuito da Lee sul suo sito web personale nel dicembre 2002.
- "The Snake", Realms of Fantasy giugno 2008.
- "Our Lady of Scarlet", Realms of Fantasy agosto 2009.
- "The Pain of Glass", nell'antologia Clockwork Phoenix 2: More Tales of Beauty and Strangeness, a cura di Mike Allen, Norilana Books, 2009.

### Castle of Dark
Due romanzi autoconclusivi ma tematicamente affini.
1. The Castle of Dark, MacMillan UK, 1978.
2. Prince on a White Horse, MacMillan Children's Books, 1982.

Il dittico è stato riunito nell'omnibus Dark Castle, White Horse (DAW Collectors 665, DAW Books, 1986).

### Cyrion
Ciclo composto inizialmente da sei racconti pubblicati in varie riviste e antologie, successivamente espanso con un settimo racconto e un romanzo breve e riunito nella raccolta Cyrion, DAW Collectors 499, DAW Books, 1982. Nell'edizione definitiva gli otto episodi sono interconnessi da una cornice narrativa composta ad hoc e scandita a sua volta in nove parti (un prologo generale, sei interludi fra i racconti, un prologo al romanzo breve e un epilogo). 
1. "Cyrion in cera" ("Cyrion in Wax"), Dragonfields 3, estate 1980.
2. "Un eroe alle porte" ("A Hero at the Gate"), Shayol 3, estate 1979.
3. "Una notte all'anno" ("One Night of the Year"), nell'antologia Other Worlds 2, a cura di Roy Torgeson, Zebra Books, 1980.
4. "Cyrion in bronzo" ("Cyrion in Bronze"), The Magazine of Fantasy & Science Fiction febbraio 1980.
5. "La colomba sanguinaria" ("The Murderous Dove"), nell'antologia Heroic Fantasy, a cura di Gerald W. Page e Hank Reinhardt, DAW Collectors 334, DAW Books, 1979.
6. "Una perfida ambra" ("Perfidious Amber"), nell'antologia Swords Against Darkness V, a cura di Andrew J. Offutt, Zebra Books, 1979.
7. "Una lince tra i leoni" ("A Lynx with Lions"), composto appositamente per Cyrion, DAW Collectors 499, DAW Books, 1982.
8. Cyrion in pietra (Cyrion in Stone), composto appositamente per Cyrion, DAW Collectors 499, DAW Books, 1982.

La raccolta DAW Books è stata pubblicata in italiano come Cyrion, trad. Paola Gimigliano, I Libri di Fantasy. Il Fantastico nella Fantascienza 43 [XLIII], Fanucci Editore, 1993. 

### Jaisel
Due racconti con la medesima protagonista, riuniti per la prima volta nella raccolta postuma The Empress of Dreams, DMR Books, 2021.
1. "Scacco a nord" ("Northern Chess"), nell'antologia Amazons!, a cura di Jessica Amanda Salmonson, DAW Collectors 364, DAW Books, 1979. Trad. Maria Teresa Tenore in Amazzoni ed Eroine. L'heroic fantasy al femminile, Enciclopedia della Fantascienza 17, Fanucci Editore, 1987.
2. "Luci del Sud" ("Southern Lights"), nell'antologia Amazons II, a cura di Jessica Amanda Salmonson, DAW Collectors 485, DAW Books, 1982. Trad. Gianni Pilo in Guerriere senza tempo, I Libri di Fantasy. Il Fantastico nella Fantascienza 21 [XXI], Fanucci Editore, 1988.

### Sabella
1. La pietra di sangue (Sabella or The Blood Stone), DAW Collectors 380, DAW Books, 1980. Trad. G. Giambalvo, Galaxis 3, Editrice Scorpio, 1986.
2. Uccidere i morti (Kill the Dead), DAW Collectors 401, DAW Books, 1980. Trad. Lucio Mori, nel volume doppio Maestro d'illusioni / Uccidere i morti, Solaris Fantascienza 5, Garden Editoriale, febbraio 1987.

La dilogia è stata riunita nell'omnibus Sometimes, After Sunset (Science Fiction Book Club, Doubleday, 1980).

### Silver Metal Lover
1. Storia di un amore d'argento (The Silver Metal Lover), DAW Collectors 476, DAW Books, 1981.[6] Trad. Lella Moruzzi, Biblioteca di Nova SF* 21, Perseo Libri, 2006.
2. Metallic Love, Bantam Spectra, 2005.

Risulta che attorno al 2009 Lee intendesse proseguire la serie con un terzo romanzo intitolato The Tin Man, apparentemente mai composto.

### Secret Books of Paradys
1. Gli Imperi Azzurri (The Book of the Damned), Unwin Paperbacks, 1988. Trad. Maria Grazia Griffini, Biblioteca di Fantasy 8, Arnoldo Mondadori Editore, 1991. Raccolta di tre romanzi brevi inediti:
  - Maculato di Cremisi (Le Livre Cramoisi) (Stained with Crimson).
  - Malizia in Giallo (Le Livre Safran) (Malice in Saffron).
  - Imperi Azzurri (Le Livre Azur) (Empires of Azure).
2. Il regno della magia (The Book of the Beast), Unwin Paperbacks, 1988. Trad. Maria Grazia Griffini, Biblioteca di Fantasy 12, Arnoldo Mondadori Editore, 1992.
3. The Book of the Dead, The Overlook Press, 1991. Raccolta di otto racconti, sette dei quali inediti:
  - "The Weasel Bride"
  - "The Nightmare's Tale", nell'antologia Women of Darkness II, a cura di Kathryn Ptacek, Tor Books, 1990.
  - "Beautiful Lady"
  - "Morcara's Room"
  - "The Marble Web"
  - "Lost in the World"
  - "The Glass Dagger"
  - "The Moon Is a Mask"
4. The Book of the Mad, The Overlook Press, 1993.

Un ulteriore racconto ambientato a Paradys è stato pubblicato su rivista:
- "Doll Skulls", Realms of Fantasy febbraio 1996.

La tetralogia è stata riunita prima nei due omnibus The Secret Books of Paradys 1 & 2 (GuildAmerica Books, 1991) e The Secret Books of Paradys 3 & 4 (GuildAmerica Books, 1993), poi nel volume unico The Secret Books of Paradys (The Overlook Press, 2007).

### Tanaquil
1. Black Unicorn, Atheneum / MacMillan, 1991.
2. Gold Unicorn, Atheneum / MacMillan, 1994.
3. Red Unicorn, Tor, 1997.

### Blood Opera
1. Danza macabra (Dark Dance), Macdonald, 1992. Trad. Paola Gimigliano, I Maestri dell'Orrore III, Fanucci Editore, 1994.
2. Personal Darkness, Little, Brown UK, 1993.
3. Darkness, I, Little, Brown UK, 1994.

Risulta che Lee intendesse proseguire la serie con un quarto romanzo intitolato Darker Ages, di cui però è stato pubblicato un unico capitolo presentato come racconto autonomo:
- "Scarabesque, The Girl Who Broke Dracula", nell'antologia Outsiders: 22 Stories From The Edge, a cura di Nancy Holder e Nancy Kirkpatrick, ROC Books, 2005.

### The Journals Of St. Strange
Due racconti collocati nella medesima ambientazione, riuniti per la prima volta nella raccolta postuma Venus Burning: Realms, Immanion Press, 2018.
1. "The Story Told By Smoke: From The Journals Of St. Strange", Realms of Fantasy febbraio 1995.
2. "Old Flame: From The Journals Of St. Strange", Realms of Fantasy febbraio 1997.

### Secret Books of Venus
1. Faces Under Water, The Overlook Press, 1998.
2. Saint Fire, The Overlook Press, 1999.
3. A Bed of Earth, The Overlook Press, 2002.
4. Venus Preserved, The Overlook Press, 2003.

La tetralogia è stata riunita nei due omnibus The Secret Books of Venus I & II (Science Fiction Book Club, 1999) e The Secret Books of Venus III & IV (Science Fiction Book Club, 2003).

### Claidi Journals
1. Law of the Wolf Tower (o Wolf Tower), Hodder Children's Books, 1998.
2. Wolf Star Rise (o Wolf Star), Hodder Children's Books, 2000.
3. Queen of the Wolves (o Wolf Queen), Hodder Children's Books, 2001.
4. Wolf Wing, Hodder Children's Books, 2002.

I primi tre volumi del ciclo sono stati riuniti nell'omnibus The Claidi Journals (Science Fiction Book Club, 2002).

### Voyage of the Basset
Lee ha contribuito con un romanzo allo sviluppo dell'universo narrativo condiviso Voyage of the Basset.
1. Voyage of the Basset, Atisian, 1996. Composto da James C. Christensen, Renwick St. James e Alan Dean Foster.
2. Islands in the Sky, Random House, 1999. Composto da Tanith Lee.
3. The Raven Queen, Random House, 1999. Composto da Ellen Steiber e Terri Windling.
4. Journey to Otherwhere, Random House, 2000. Composto da Sherwood Smith.
5. Thor's Hammer, Random House, 2000. Composto da Will Shetterly.
6. Fire Bird, Random House, 2001. Composto da Mary Frances Zambreno.

### Elaidh
Due racconti con la medesima protagonista, riuniti per la prima volta dall'autrice nella raccolta Legenda Maris, Immanion Press, 2015.
1. "Girls in Green Dresses", Weird Tales autunno 2000.
2. "The Sea Was In Her Eyes", Weird Tales inverno 2000/2001.

### Lionwolf
1. Cast a Bright Shadow, Tor UK / Pan MacMillan UK, 2004.
2. Here in Cold Hell, Tor UK / Pan MacMillan UK, 2005.
3. No Flame But Mine, Tor UK / Pan MacMillan UK, 2007.

### Piratica
1. Piratica, Hodder Children's Books, 2004.
2. Return to Parrot Island, Hodder Children's Books, 2006.
3. The Family Sea, Hodder Children's Books, 2007.

Risulta che attorno al 2009 Lee intendesse proseguire la serie con un quarto romanzo intitolato War and Pieces of Eight, apparentemente mai composto.

### Fatal Women
Ciclo sviluppato in collaborazione con Juliette Shapiro, consiste di quattro romanzi brevi e un racconto composti da Lee, un racconto composto da Shapiro e un racconto steso a quattro mani; i singoli testi sono auto-conclusivi ma tematicamente collegati e sono apparsi per la prima volta sotto gli pseudonimi di Esther Garber (Lee) e Yolanda Sorores (Shapiro) nella raccolta Fatal Women, Egerton House Publishing, 2004. La ristampa Fatal Women: The Esther Garber Novellas (Lethe Press, 2013) espunge i contributi di Shapiro e li sostituisce con un racconto inedito della sola Lee.
1. Rherlotte
2. Virgile, the Widow
3. The Umbrella
4. "The Woman under the Umbrella", di Juliette Shapiro; rimosso nella ristampa del 2013.
5. Green Iris
6. "Rain", collaborazione con Juliette Shapiro; sostituito con "Femme Fatale" nella ristampa del 2013.
7. "Le Jardin"

### Colouring Book
1. L'Amber, Egerton House Publishing, 2006.
2. Greyglass, Immanion Press, 2011.
3. To Indigo, Immanion Press, 2011.
4. Killing Violets: Gods' Dogs, Immanion Press, 2012.
5. Ivoria, Immanion Press, 2012.
6. Cruel Pink, Immanion Press, 2013.
7. Turquoiselle, Immanion Press, 2014.

L'eptalogia è stata ristampata nella collana di omnibus Colouring Books Gallery (3 voll., Immanion Press, 2020-2021), che comprende anche un'appendice di tre racconti autoconclusivi tematicamente affini ai sette romanzi:
- "Winter White", nell'antologia The Year's Best Horror Stories: Series VI, a cura di Gerald W. Page, DAW Collectors 297, DAW Books, 1978.
- "The Sky-Green Blues", Interzone aprile 1999.
- "Green Wallpaper", nell'antologia The Secret History of Vampires, a cura di Darrell Schweitzer, DAW Collectors 1398, DAW Books, 2007.

### Secret Books of Petragravia
Un racconto e un romanzo breve collocati nella medesima ambientazione, mai riuniti in un volume dedicato.
1. "Lace-Maker, Blade-Taker, Grave-Breaker, Priest", nell'antologia Lace and Blade, a cura di Marvin Kaye, Tor Books, 2008.
2. Strindberg's Ghost Sonata, nell'antologia The Ghost Quartet, a cura di Marvin Kaye, Tor Books, 2008.

### Ciclo della Terra Morente
Lee ha composto un racconto ambientato nel Ciclo della Terra morente creato da Jack Vance, apparso in un'antologia di tributi a tale serie:
- "Evillo il candido" ("Evillo the Uncanning"), nell'antologia Songs of the Dying Earth: Stories in Honor of Jack Vance, a cura di George R. R. Martin e Gardner Dozois, Subterranean Press, 2009. Ne La terra al tramonto, trad. Pietro Formenton e Dario Rivarossa, Urania 1590, Arnoldo Mondadori Editore, gennaio 2013.

### Ghosteria
Un'edizione sistematica in due volumi della narrativa di fantasmi composta dall'autrice.
1. Ghosteria Volume 1: The Stories, Immanion Press, 2014. Raccolta di sedici racconti, quattro dei quali inediti.
2. Ghosteria Volume 2: The Novel – Zircons May Be Mistaken, Immanion Press, 2014. Romanzo inedito.

### Marcheval
Un romanzo e due racconti collocati nella medesima ambientazione, pubblicati congiuntamente nell'omnibus tematico A Different City, Immanion Press, 2015.
1. Not Stopping At Heaven. Adattato dall'autrice da un dramma teatrale composto da suo padre Bernard Lee.
2. "Idoll"
3. "The Portrait in Gray"

### Romanzi auto-conclusivi
Sono elencati sia i romanzi veri e propri (novel) sia i romanzi brevi (novella).
- The Dragon Hoard, MacMillan UK, 1971.
- East of Midnight, MacMillan UK, 1977.
- Volkhavaar (Volkhavaar), DAW Collectors 251, DAW Books, 1977. Trad. Roberta Rambelli, Slan. Il Meglio della Fantascienza 40, Libra Editrice, 1978.
- Shon the Taken, Macmillan Children's Books, 1979.
- Foresta elettrica (Electric Forest), DAW Collectors 349, DAW Books, 1979.[6] Trad. Gloria Tartari, Slan. Il Meglio della Fantascienza 63, Libra Editrice, 1982.
- Il pianeta dell'eterna notte (Day by Night), DAW Collectors 408, DAW Books, 1980. Trad. Roberta Rambelli, Slan. Il Meglio della Fantascienza 61, Libra Editrice, 1981.
- Lycanthia, or The Children of Wolves, DAW Collectors 429, DAW Books, 1981.
- Sung in Shadow, DAW Collectors 530, DAW Books, 1983.
- The Hunting of Death: The Unicorn, nell'antologia Night Visions 1, a cura di Alan Ryan, Dark Harvest, 1984.
- Prigionieri del crepuscolo (Days of Grass), DAW Collectors 651, DAW Books, 1985. Trad. Ugo Malaguti, Biblioteca di Nova SF* 10, Perseo Libri, 1992.
- Madame Two Swords, Donald M. Grant, 1988.
- A Heroine of the World, DAW Collectors 788, DAW Books, 1989.
- The Blood of Roses, Legend, 1990.
- Heart-Beast, Headline, 1992.
- Elephantasm, Headline, 1993.
- Nightshade, nella raccolta Nightshades: Thirteen Journeys Into Shadow, Headline, 1993.
- Eva Fairdeath, Headline, 1994.
- Vivia, Little, Brown UK, 1995.
- Reigning Cats and Dogs, Headline, 1995.
- When the Lights Go Out, Headline, 1996.
- The Gods Are Thirsty, The Overlook Press, 1996.
- The Isle Is Full of Noises, nell'antologia The Vampire Sextette, a cura di Marvin Kaye, GuildAmerica Books, 2000.
- White as Snow, Tor, 2000.
- Mortal Suns, The Overlook Press, 2003.
- 34, Egerton House Publishing, 2004. Firmato con l'eteronimo di Esther Garber.
- Death of the Day, Egerton House Publishing, 2004.
- The Heart of the Moon, nell'antologia Winter Moon, Luna, 2005.
- Indigara, or, Jet and Otis Conquer the World, Firebird / Penguin Books, 2007.
- My Life as a Swan, nell'antologia A Book of Wizards, a cura di Marvin Kaye, Science Fiction Book Club, 2008.
- At the Court of the Crow, Immanion Press, 2020.

### Racconti pubblicati in formatochapbook
- The Betrothed, Slughorn Press, 1968.
- Animal Castle, Macmillan UK, illustrato da Helen Craig, 1972.
- The Beautiful Biting Machine, Cheap Street, illustrato da Judy King-Rieniets, 1984.
- Into Gold, Pulphouse Publishing, 1991.
- Louisa the Poisoner, Wildside Press, illustrato da George Barr, 1995.

### Raccolte di racconti

#### Raccolte curate da Lee
- Princess Hynchatti & Some Other Surprises, MacMillan UK, 1972. Comprende dieci racconti illustrati da Helen Craig.
- Unsilent Night, NESFA Press, 1981. Canzoniere di dieci poesie e due racconti.
- Red As Blood or Tales from the Sisters Grimmer, DAW Collectors 513, DAW Books, 1983. Comprende nove racconti illustrati da Tanith Lee stessa.
- Tamastara or The Indian Nights, DAW Collectors 569, DAW Books, 1984. Comprende sette racconti.
- The Gorgon and Other Beastly Tales, DAW Collectors 615, DAW Books, 1985. Comprende il romanzo breve The Hunting of Death: The Unicorn e dieci racconti.
- Dreams of Dark and Light: The Great Short Fiction of Tanith Lee, Arkham House, 1986. Comprende ventitré racconti illustrati da Douglas Smith con prefazione di Rosemary Hawley Jarman.
- Forests of the Night, Unwin Hyman, 1989. Comprende il romanzo breve The Hunting of Death: The Unicorn e diciannove racconti.
- Women As Demons, The Women's Press, 1989. Comprende sedici racconti con prefazione di Tanith Lee stessa.
- Nightshades: Thirteen Journeys Into Shadow, Headline, 1993. Comprende il romanzo breve Nightshade e dodici racconti.
- The Selected Stories of Tanith Lee, 2 voll., Wildside Press, 2009. Due tomi (sottotitolati rispettivamente Tempting the Gods e Hunting the Shadows) comprendenti dodici racconti ciascuno.

- Sounds and Furies, TaLeKa, 2010. Comprende il romanzo breve The Isle Is Full of Noises e sei racconti.
- Disturbed by Her Songs, Lethe Press, 2010. Comprende nove racconti firmati con gli eteronimi di Judas Garbah ed Esther Garber.
- Cold Grey Stones, NewCon Press, 2012. Comprende undici racconti con prefazione di Ian Whates, stampato in tiratura limitata.
- Animate Objects, Immanion Press, 2013. Comprende due poesie e sette racconti con prefazione di Tanith Lee stessa, stampato in tiratura limitata.
- Space Is Just a Starry Night, Aqueduct Press, 2013. Comprende quattordici racconti.
- Colder Greyer Stones, NewCon Press, 2013. Riedizione a tiratura normale di Cold Grey Stones con l'aggiunta di un dodicesimo racconto.
- Red As Blood or Tales from the Sisters Grimmer, Wildside Press, 2014. Ripropone i nove racconti della prima edizione DAW Books più un decimo testo inedito.
- Phantasya, Leaves of Gold Press, 2014. Comprende diciannove racconti.
- Dancing Through the Fire: A Collection of Stories in Five Moves, Fantastic Books, 2015. Comprende diciassette racconti e una poesia.
- Blood 20: Tales of Vampire Horror, Telos Publishing, 2015. Comprende il romanzo breve The Isle Is Full of Noises, il racconto singolo della Blood Opera, e diciotto racconti autoconclusivi, illustrati da Carolyn Edwards.
- Legenda Maris, Immanion Press, 2015. Comprende il dittico di Elaidh, un episodio del ciclo di Petragravia e sette racconti autoconclusivi, con prefazione di Storm Constantine.
- Animate Objects, Immanion Press, 2016. Riedizione a tiratura normale di Animate Objects con l'aggiunta di due racconti in collaborazione fra Tanith Lee e suo marito John Kaiine, per un totale di nove prose e due poesie.
- Redder Than Blood, DAW Collectors 1755, DAW Books, 2017. Comprende il romanzo breve My Life as a Swan e diciotto racconti.

#### Raccolte postume
- The Weird Tales of Tanith Lee, Immanion Press, 2017. Raccoglie i ventotto racconti pubblicati da Lee sulla rivista Weird Tales, fra cui il dittico di Elaidh.
- Tanith by Choice: The Best of Tanith Lee, NewCon Press, 2017. Comprende il romanzo breve The Isle Is Full of Noises e undici racconti, con prefazione di Ian Whates e note a ciascun testo composte da amici e parenti dell'autrice.
- Venus Burning: Realms, Immanion Press, 2018. Raccoglie i quindici racconti pubblicati da Lee sulla rivista Realms of Fantasy, fra cui quattro della Terra Piatta, uno di Paradys e il dittico dei Journals of St. Strange.
- Tanith Lee A-Z, Telos Publishing, 2018. Comprende il romanzo breve Rherlotte (afferente al ciclo delle Fatal Women) e venticinque racconti; il titolo di ogni testo inizia con una diversa lettera dell'alfabeto, dalla A alla Z.
- Strindberg’s Ghost Sonata and Other Uncollected Tales, Immanion Press, 2019. Comprende il romanzo breve Strindberg’s Ghost Sonata (afferente al ciclo di Petragravia), due racconti della Terra Piatta, e diciassette racconti autoconclusivi (di cui uno inedito), con introduzione di Storm Constantine.
- Love in a Time of Dragons & Other Rare Tales, Immanion Press, 2019. Comprende un racconto dei cavalieri di Krennok, uno di Jaisel, e tredici autoconclusivi, con introduzione di Craig Laurence Gidney.
- A Wolf at the Door and Other Rare Tales, Immanion Press, 2019. Comprende il romanzo breve Nightshade e dodici racconti, con introduzione di Storm Constantine.
- The Heart of the Moon, Immanion Press, 2019. Comprende il romanzo eponimo e un racconto.
- The Empress of Dreams, DMR Books, 2021. Raccoglie sedici racconti di genere heroic fantasy, fra cui il dittico di Jaisel, il dittico dei cavalieri di Krennok, un racconto della Terra Piatta e il racconto tributo della Terra Morente.
- The Earth is Flat: Tales from the Flat Earth and Elsewhere, DMR Books, 2023. Comprende cinque dei sei racconti singoli della Terra Piatta e nove autoconclusivi.
- La Signora Di Shalott House e altri incubi, a cura di Laura Sestri, traduzione di Laura Sestri e Armando Corridore, Biblioteca di Nova SF* 57 e Libra fantastica 34[9], Elara libri, 2023. Raccolta creata per il mercato italiano, comprende diciotto racconti di genere horror.

## Filmografia
Sceneggiature scritte dall'autrice.
- 1980-1981 - Blake's 7 (serie televisiva): episodi "Sand" e "Sarcophagus"
- 1999 - The Hunger (serie televisiva): episodio "Nunc Dimittis"